# 羽ノ浦郵便局
羽ノ浦郵便局（はのうらゆうびんきょく）は、徳島県阿南市にある郵便局。民営化前の分類では集配特定郵便局であった。

## 概要
住所：〒779-1199 徳島県阿南市羽ノ浦町岩脇中須26-5

## 沿革
- 1874年（明治7年）12月16日 - 開設。
- 1968年（昭和43年）11月9日 - 電話交換事務、電報受付事務の取扱を廃止。
- 1997年（平成9年）8月11日 - 羽ノ浦町中庄市2-2から現在地に局舎移転。
- 2006年（平成18年）3月20日 - 市町村合併に伴い、阿南市内の郵便局となる。
- 2006年（平成18年）10月16日 - 中島郵便局から「779-12xx」（阿南市那賀川町）の集配業務を移管[1]。
- 2007年（平成19年）10月1日 - 民営化に伴い、併設された郵便事業阿南支店羽ノ浦集配センターに一部業務を移管。
- 2012年（平成24年）10月1日 - 日本郵便株式会社発足に伴い、郵便事業阿南支店羽ノ浦集配センターを羽ノ浦郵便局に統合。

## 取扱内容
- 郵便、印紙、ゆうパック、内容証明
- 貯金、為替、振替、振込、国債
- 生命保険、バイク自賠責保険
- 地方公共団体事務（阿南市入場券の販売）
- ゆうちょ銀行ATM
- 「779-11xx」（阿南市（羽ノ浦町、那賀川町江野島、色ケ島、芳崎、今津浦、敷地、小延、島尻、豊香野、日向、黒地、八幡、手島）、「779-12xx」（阿南市那賀川町）の集配業務

## 風景印
- 図柄は那賀川橋と岩脇公園と羽ノ浦町老人福祉センター千歳荘。局名表記は「徳島・羽ノ浦」
- 使用開始日は1981年（昭和56年）11月1日

## 周辺
- 八坂神社
- 徳島県道130号大林津乃峰線（旧国道55号）（土佐東街道）沿い

## アクセス
- JR牟岐線 羽ノ浦駅下車。徒歩。
- 徳島バス 高田南停留所・明治橋停留所下車
- 徳島県道130号大林津乃峰線（旧国道55号）（土佐東街道）沿い
- 駐車場:9台